# Cryptochiridae

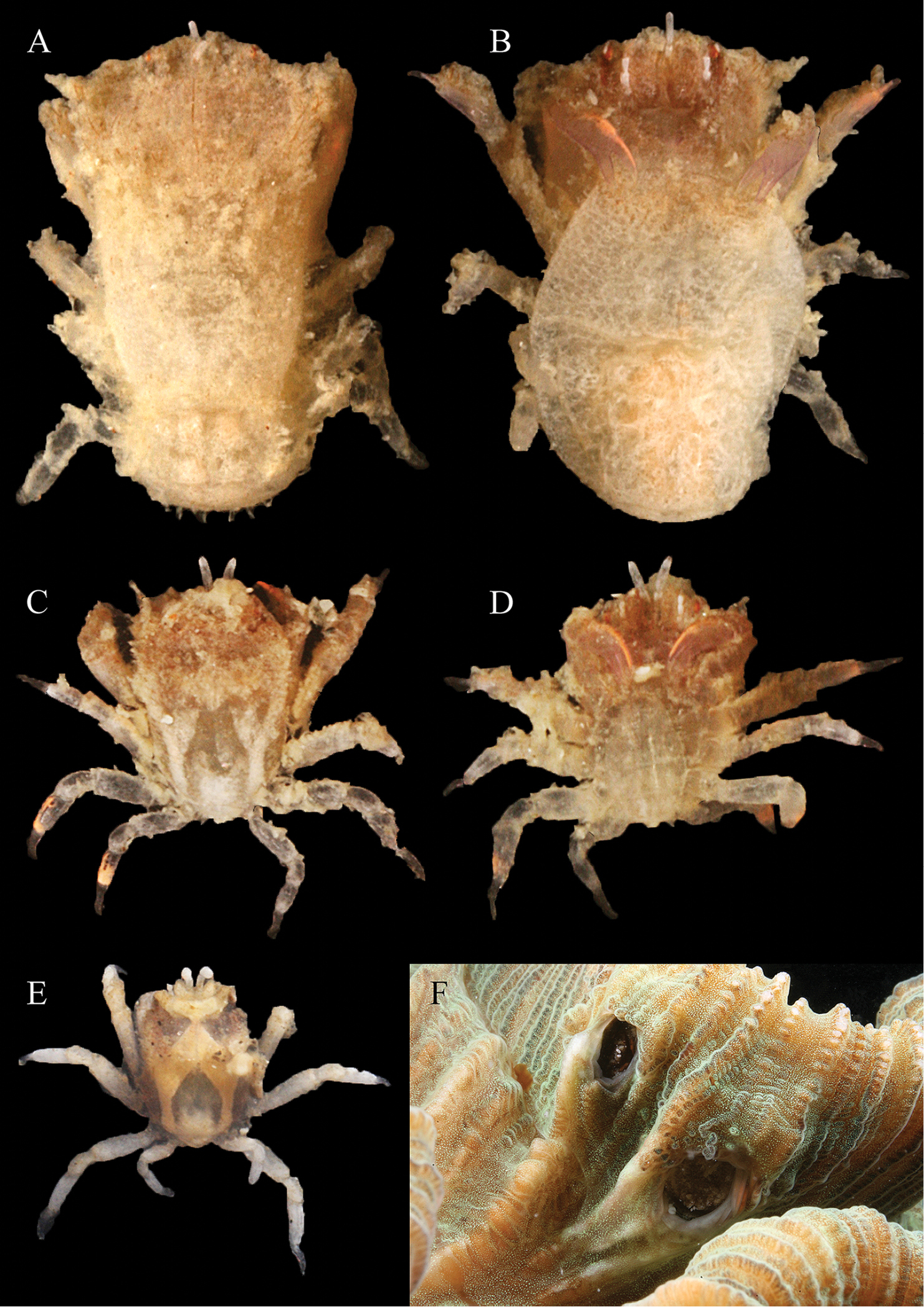
Lithoscaptus semperi, A: samica od góry, B: samica od spodu, C: samiec od góry, D: samiec od spodu, E: młodociany samiec od góry, F: domki w koralu Trachyphyllia geoffroyi.

Cryptochiridae – rodzina skorupiaków z rzędu dziesięcionogów i infrarzędu krabów. Jedyna z monotypowej nadrodziny Cryptochiroidea. Jej przedstawiciele są obligatoryjnie związani z koralami. Tworzą w nich domki i żywią się ich śluzem. Zasiedlają wody tropikalne. Osiągają rozmiary poniżej 10 mm.

## Opis
Kraby te są niewielkich rozmiarów (poniżej centymetra długości) i stosunkowo delikatnej budowy. Mają poprzecznie prawie jajowaty lub podłużnie prostokątny karapaks o słabo zaznaczonych krawędziach przednio-bocznych i tylno-bocznych oraz prawie ściętej lub wykrojonej krawędzi frontalnej. Oczy i wszystkie przydatki głowowe osadzone są na tym samym poziomie. Słabo rozwinięte dołki oczne nie chronią oczu. Czułki pierwszej pary są drobne, drugiej pary mają duże, wyposażone w mocne płaty człony nasadowe. Żuwaczki pozbawione są głaszczków i wyrostków na krawędziach tnących. Szczęki pierwszej pary mają niepodzielone protopodity i egzopodity, a szczęki drugiej pary składają się tylko z palcowatego protopoditu. Szczękonóża trzeciej pary mają szerokie ischiopodity, znacznie węższe meropodity i zredukowane lub całkiem nieobecne egzopodity. Nadgębie (epistom) mają słabo rozwinięte. 
Szczypce tych krabów są słabe, a odnóża na których się znajdują nie większe, a często mniejsze niż odnóża kroczne. Daktylopodity odnóży krocznych są wyraźnie haczykowate. U samca pleopody (odnóża odwłokowe) segmentów od 2. do 4. są dwugałęziste, a 5. jednogałęziste. Samice są znacznie większe od samców i mają miękkie, widoczne od góry odwłoki.

## Biologia i ekologia
Zaliczane tu gatunki są obligatoryjnymi symbiontami lub pasożytami korali madreporowych. Dorosłe samce są głównie wolno żyjące i wędrują w poszukiwaniu samic. Samice natomiast żyją w domkach stworzonych w koralowcach, żywiąc się ich śluzem, a według Kroppa też tkankami. Domki są niewiele większe od kraba i zwykle mają postać półksiężycowatych, owalnych lub okrągłych dołków bądź tuneli. Dwa gatunki: Hapalocarcinus marsupialis i Pseudohapalocarcinus ransoni potrafią wywoływać powstawanie na koralu galasów, które zasiedlają, i to od nich pochodzi angielska nazwa rodziny: gall crabs.

## Rozprzestrzenienie
Występują w Oceanie Spokojnym, Indyjskim, Atlantyckim, głównie w płytkich wodach strefy tropikalnej, ale część gatunków bytuje w głębszych wodach, do głębokości 512 m. Największą różnorodnością odznaczają się wody wschodniego Oceanu Indyjskiego i zachodniego Pacyfiku, skąd znanych jest 29 gatunków
.

## Taksonomia i ewolucja
Rodzina ta była umieszczana w Graspoidea, jednak obecnie klasyfikuje się ją w monotypowej nadrodzinie Cryptochiroidea. Jej pozycja w obrębie Thoracotremata pozostaje niejasna. Brak szczątków kopalnych samych krabów, natomiast znane są z późnego pliocenu i plejstocenu skamieniałości półksiężycowatych domków.
Należą tu 52 opisane gatunki, sklasyfikowane w 22 rodzajach:

- Cecidocarcinus Kropp et Manning, 1987
- Cryptochirus Heller, 1861
- Dacryomaia Kropp, 1990
- Detocarcinus Kropp et Manning, 1987
- Fizesereneia Takeda et Tamura, 1980
- Fungicola Serène, 1966
- †Galacticus Klompmaker, 2016
- Hapalocarcinus Stimpson, 1859
- Hiroia Takeda et Tamura, 1981
- Kroppcarcinus Badaro, Neves, Castro et Johnsson, 2012
- Lithoscaptus A. Milne-Edwards, 1862
- Luciades Kropp et Manning, 1996
- Neotroglocarcinus Takeda et Tamura, 1980
- Opecarcinus Kropp et Manning, 1987
- Pelycomaia Kropp, 1990
- Pseudocryptochirus Hiro, 1938
- Pseudohapalocarcinus Fize et Serène, 1956
- Sphenomaia Kropp, 1990
- Troglocarcinus Verrill, 1908
- Utinomiella Kropp et Takeda, 1988
- Xynomaia Kropp, 1990
- Zibrovia Kropp et Manning, 1996